# Нино Черути
Нино Черути (итал. Nino Cerruti; Бјела, Пијемонт, 25. септембар 1930 – 15. јануар 2022) био је италијански модни креатор и стилиста, нарочито познат по мушкој одећи. Данас је познат по креацијама са јасним и чистим линијама. Своју компанију, Cerruti 1881, основао је 1967, у Паризу. Управљао је италијанском породичном фирмом Lanificio Fratelli Cerruti, коју је 1881. године основао његов деда.
Италијански модни дизајнер, Ђорђо Армани, студирао је код Нина Черутија.

## Биографија и каријера
Постаје шеф породичне фирме за производњу вуне након очеве преране смрти. Нинов деда је основао фабрику текстила у Бјели, Италија, 1881. године (Lanificio Fratelli Cerruti). Ослањајући се на своје искуство у производњи одличних тканина, Черути се упустио у производњу одеће касних 1950-их. Његова прва мушка колекција, Hitman, приказана је 1957. године и сматрана је револуцијом у мушкој одећи у то време. Коначно, 1967. године, лансирана је линија мушке одеће Cerruti, коју је требало да прати колекција женске одеће годину дана касније.
Први бутик Cerruti отворен је 1967. на тргу цркве Свете Марије Магдалене у Паризу, где је Черути преселио седиште компаније како би се приближио међународној модној престоници. Производња тканина под именом Lanificio Fratelli Cerruti и етикета Hitman остала је у Италији. Cerruti, Lanificio Fratelli Cerruti из Бјела и Hitman, са сједиштем на Корсику, заједно су формирали Fratelli Cerruti, групу браће Черути.
Током година, Черути је нудио женску и мушку одећу, Cerruti 1881 тзв. дифузијску линију, луксузну прет-а-порте (фр. prêt-à-porter, букв. спремну за обући) конфекцијску колекцију под називом Cerruti Arte, Cerruti Jeans, пословну колекцију Fratelli Cerruti за мушкарце и Cerruti 1881 Shapes за азијско тржиште, такође и као мирисе и додатке, односно аксесоаре. Касније су линије одеће поново груписане под именом „Cerruti 1881“. Cerruti је познат по својим класичним вуненим оделима и по томе што је увек покушавао да одговори свакодневним изазовима, са којима се њихов потенцијални власник суочава.
Године 1978. кућа Cerruti је ушла у свет финих мириса са Nino Cerruti pour Homme, а ускоро су уследили  Cerruti 1881 pour Homme 1990. и Cerruti Image 1998. године, између осталих мириса.
У 1980-им, Черути започиње сарадњу са светом филма. Од филма Бони и Клајд, Згодна жена до Ниске страсти, бренд Cerruti дизајнирао је одећу за глумце као што су Мајкл Даглас, Џек Николсон, Том Хенкс, Брус Вилис, Шерон Стоун, Џулија Робертс, Роберт Редфорд, Харисон Форд, Ал Паћино и Жан Пол Белмондо.
Године 1994. Черути је био званични дизајнер Скудерија Ферари.